# Cumandá (ópera de Luis Humberto Salgado)
Cumandá es una ópera en tres actos con música de Luis Humberto Salgado(1903-1977) basada en la novela nacional ecuatoriana homónima de Juan León Mera escrita en 1879.

## Acción
La acción tiene lugar en las provincias de la Región amazónica del Ecuador.

## Estilo

### Música
En 1928 Luis H. Salgado se graduó de pianista y en 1934 fue nombrado profesor de dictado y armonía del Conservatorio Nacional. Poco después empezó a componer música dodecafónica; dentro de esa corriente, en 1944, creó su conocido Sanjuanito futurista. Es en esta época que escribe Cumandá, la primera de sus cuatro óperas.

## Datos históricos
La ópera Cumandá de Luis H. Salgado es una de las tres óperas ecuatorianas basadas en la novela homónima de Juan León Mera escrita en 1879. Luis Humberto Salgado la compuso entre 1940 y 1954, y participa del movimiento de óperas nacionalistas compuestas en toda Latinoamérica en la primera mitad del siglo XX. Las otras dos óperas basadas en esta novela nacional ecuatoriana fueron también escritas por compositores ecuatorianos en la misma época de la composición de la ópera de Luis Humberto Salgado. Esas dos otras óperas basadas en la novela de Juan León Mera son Cumandá o la virgen de las selvas de Pedro Pablo Traversari Salazar (1874-1956) y Cumandá de Sixto María Durán Cárdenas (1875-1947). La ópera de Luis Humberto Salgado, a pesar de su importancia para la cultura ecuatoriana, no ha sido publicada, estrenada ni grabada. La ópera de Luis Humberto Salgado, pertenece junto con las mencionadas de Sixto María Durán Cárdenas y Pedro Pablo Traversari Salazar a un nutrido conjunto de óperas latinoamericanas en las que se representa la confrontación entre europeos e indígenas. Entre las más importantes óperas de esta tendencia indigenista destacan las óperas Guatimotzin del mexicano Aniceto Ortega, basada en una novela de Gertrudis Gómez de Avellaneda, la ópera Il Guarany basada en una novela del brasileño José Martiniano de Alencar compuesta por Antonio Carlos Gomes (1836-1896), la ópera Atzimba del también mexicano Ricardo Castro (1864-1907), y las cuatro óperas homónimas basadas en el Tabaré de José Zorrilla de San Martín escritas, correspondientemente, dos por los mexicanos Arturo Cosgaya Ceballos (1869-1937) y Heliodoro Oseguera, una tercera por el uruguayo Alfonso Broqua y la última por el español Tomás Bretón.

## Literatura complementaria
- Diccionario de la música española e hispanoamericana (DMEH). Editado por la Sociedad General de Autores y Editores (SGAE) y el Instituto Nacional de las Artes Escénicas y de la Música (INAEM) del Ministerio de Educación, Cultura y Deporte de España.
- Chronological catalog of the works of the Ecuadorian composer Luis H. Salgado. Boletín interam. mus., no.1 (Sep 1957), p.45-50

## Enlaces
- http://www.edufuturo.com/educacion.php?c=891
- https://web.archive.org/web/20090223174434/http://ecuador-news.info/cultura_musica.htm
- https://web.archive.org/web/20070308223129/http://www.comunidadandina.org/bda/hh44/20AIRES%20NACIONALES%20EN%20LA%20M%C3%9ASICA.pdf
- http://janeth_haro.tripod.com/lamusica.htm
- http://phonoarchive.org/grove/Entries/S08534.htm (enlace roto disponible en Internet Archive; véase el historial, la primera versión y la última).
- http://www.bce.fin.ec/home1/cultura/editorial/compra/31nuelat.htm Archivado el 25 de septiembre de 2009 en Wayback Machine.
- http://www.jstor.org/pss/780464

- Datos: Q5794662